# Orglandes
Orglandes ist eine französische Gemeinde im Département Manche in der Region Normandie.

## Toponymie
Die Herkunft ist ungewiss. Die vorlateinische Wurzel Anda hätte mit dem Wasser zu tun.

## Geografie
Die Gemeinde liegt südlich von Valognes auf der Halbinsel Cotentin. Die angrenzenden Gemeinden sind:
- Hautteville-Bocage
- Urville
- Le Ham
- Gourbesville
- Reigneville-Bocage
- Étienville

## Geschichte
Am 16. Juni 1944, wurde Orglandes  von der US-amerikanischen 99th Infantry Division und 99th Infantry Division befreit, die nach Cherbourg weiter zogen.

## Bevölkerungsentwicklung
| Jahr      | 1962 | 1968 | 1975 | 1982 | 1990 | 1999 | 2010 | 2018 |
| Einwohner | 344  | 302  | 304  | 297  | 303  | 310  | 338  | 365  |

## Sehenswürdigkeiten
- Kriegsgräberstätte Orglandes, ein deutscher Soldatenfriedhof auf der Halbinsel Cotentin, wo 10.152 deutsche Soldaten bestattet wurden, die während der Schlacht um die Normandie gefallen sind.[2] Östlich von Orglandes liegen Sainte-Mère-Église und Utah Beach. Der Soldatenfriedhof wurde vom Volksbund Deutsche Kriegsgräberfürsorge (Service pour l’entretien des sépultures militaires allemandes) errichtet und am 20. September 1961 eingeweiht. Auf jedem Grab ist der Name, das Geburtsdatum und das Sterbedatum angegeben. Die Kreuze sind beidseitig beschriftet. Vier bis sechs Soldaten sind je unter einem Kreuz begraben. Zuerst wurden an dem Ort gefallene amerikanische Soldaten begraben, später wurden diese aber nach Saint-Laurent-sur-Mer im Bessin umgebettet. Bisher wurden auf den Friedhof 7758 deutsche Soldaten begraben. Weitere Soldaten, die an anderen vereinzelten Stellen gefallen waren, wurden auch hier begraben. Der deutsche General Wilhelm Falley wurde ebenfalls hier begraben. Der Friedhof ist einfach gestaltet, mit seinem Rasen und mit einigen Bäumen. Das Grundstück des Friedhofes ist zwar französisch, aber Organisationen, wie die Kriegsgräberfürsorge aus Deutschland, kümmern sich um den deutschen Soldatenfriedhof in Orglandes.
- Kirche Notre-Dame d’Orglandes

romanische Überreste sind erhalten worden (wurde in die Liste der Monument historique aufgenommen)
- Schloss Crosley (16.–18. Jahrhundert), mit seiner Kapelle
- Schloss Rouville (18.–19. Jahrhundert), mit seiner Kapelle
- Lillemont (16. Jahrhundert).
- La Hougue (16.–17. Jahrhundert).

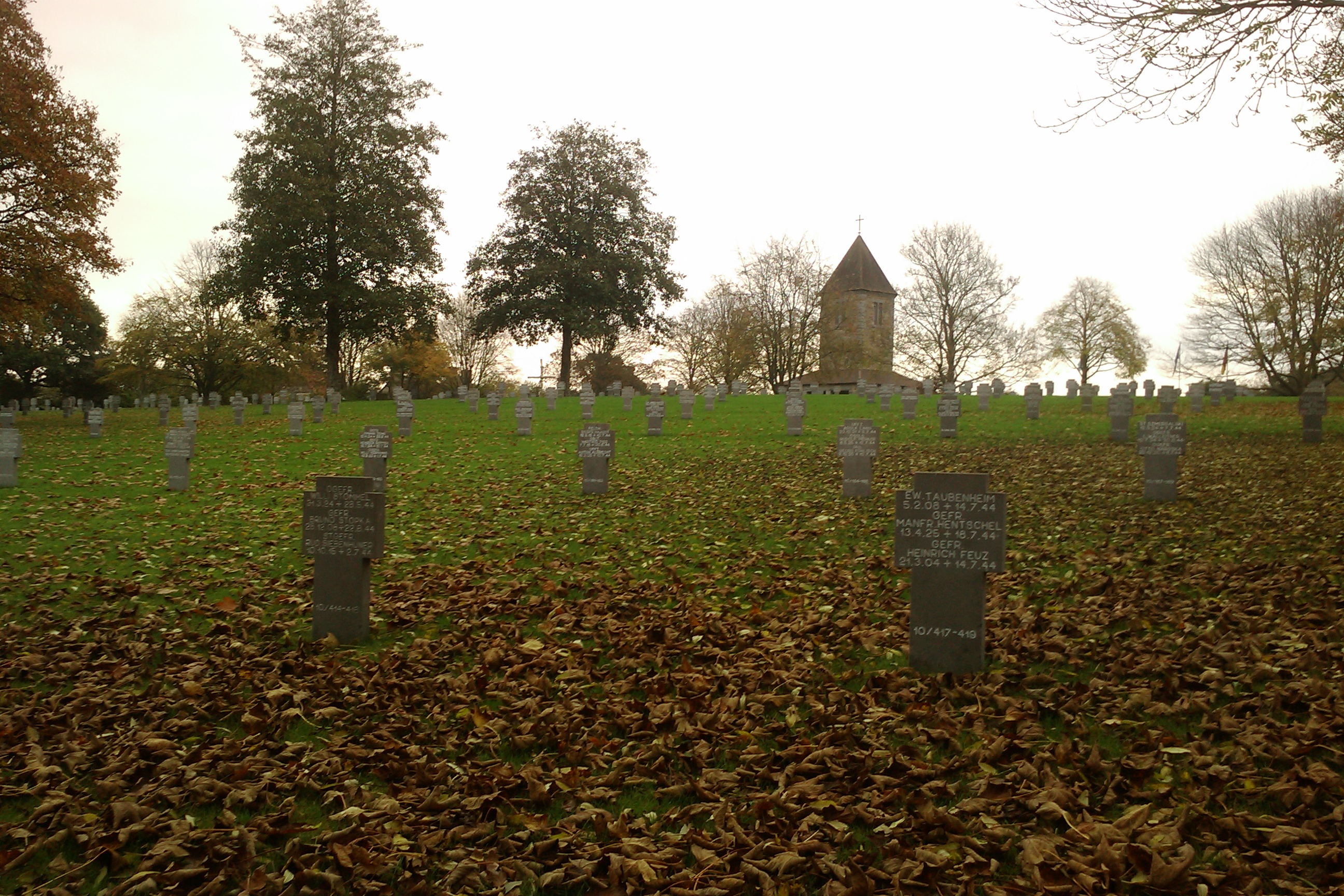
Deutscher Soldatenfriedhof.
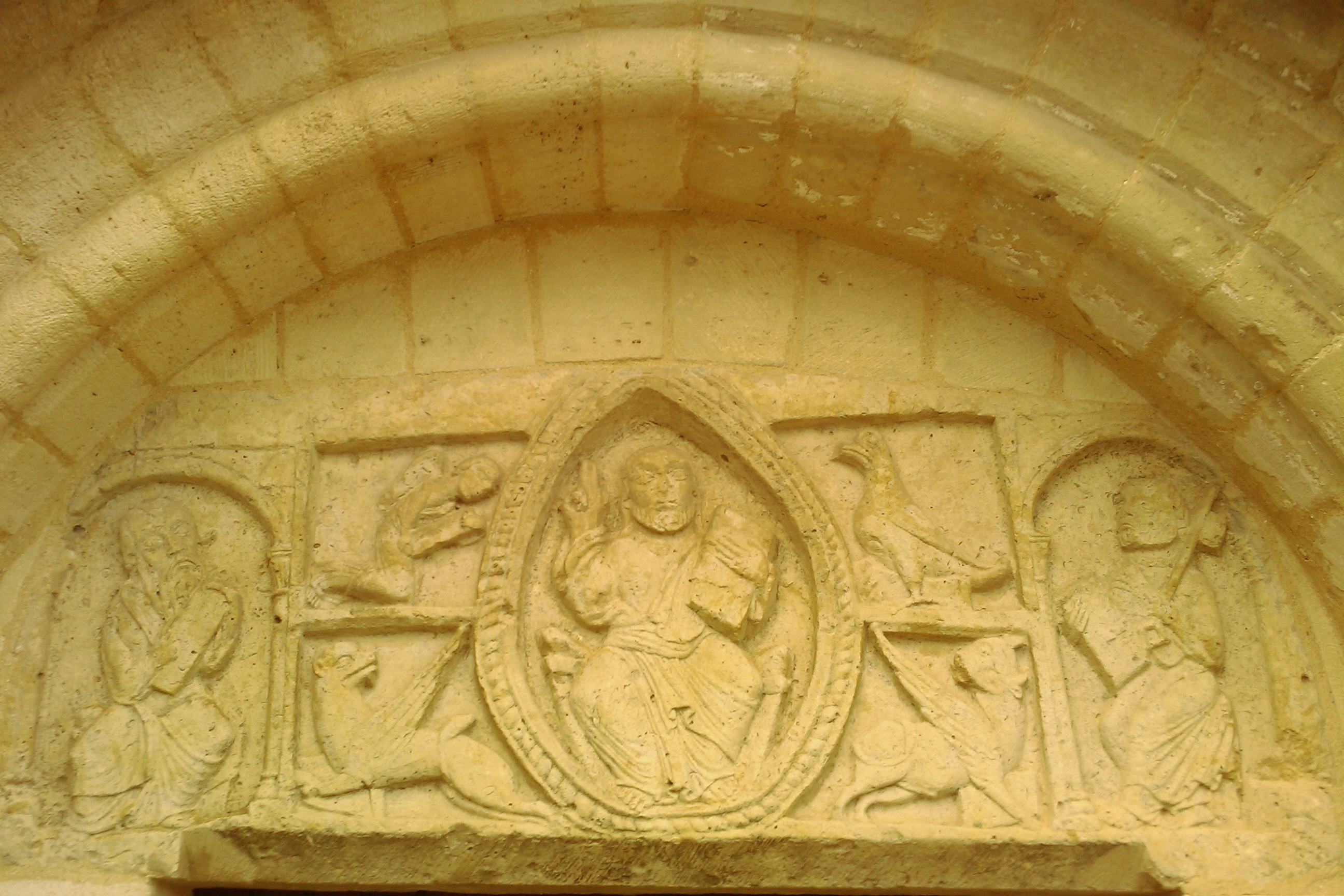
Bas relief.
Vierge à l’enfant, classé au titre d’objet.
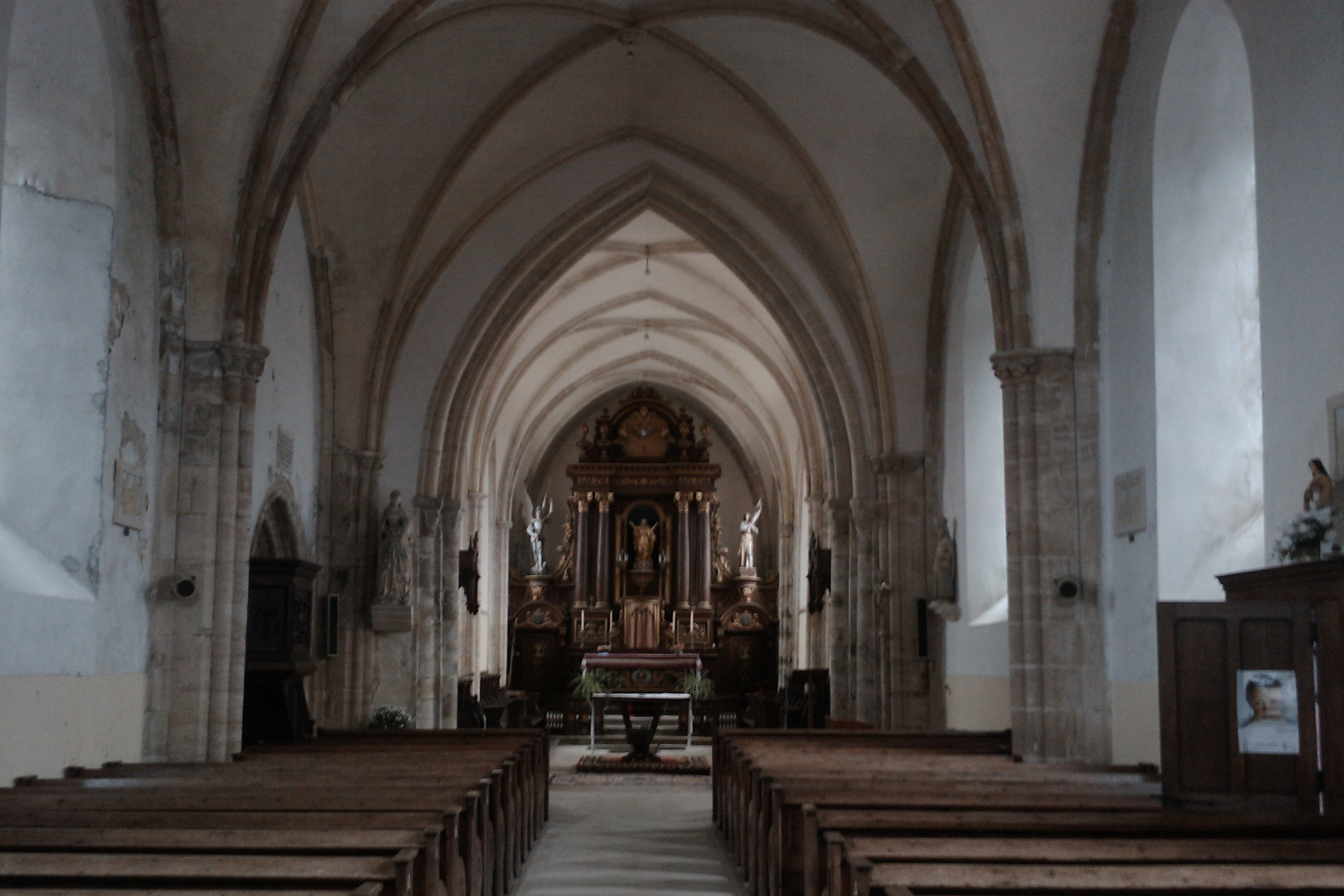
Nef de l’Église Notre-Dame.